# Busto di Filippo Strozzi
Il Busto di Filippo Strozzi è una scultura marmorea (51x56x30 cm) di Benedetto da Maiano, databile al 1476 e conservato nel Museo del Louvre a Parigi.

## Storia
Il busto si trovava presso la tomba di Filippo Strozzi nella basilica di Santa Maria Novella a Firenze. Filippo Strozzi il Vecchio era uno dei più ricchi e potenti banchieri fiorentini dell'epoca, alleato dei Medici e committente, tra l'altro, del grandioso palazzo Strozzi a Firenze.
Un'iscrizione nella cavità della base ricorda il nome dell'effigiato (Filippus Stroza Matei Filius). Un documento registra poi il pagamento di 15 fiorini d'oro all'artista nel 1476.
L'opera pervenne al Louvre tramite acquisto nel 1878.

## Descrizione e stile
Il busto si rifà ai modi di Antonio Rossellino e mostra un uomo maturo effigiato con grande meticolosità, secondo quell'attitudine al ritratto realistico che in quegli anni coinvolgeva in pittura anche Domenico Ghirlandaio. L'espressione mostra però anche una certa idealizzazione, con tratti che sottolineano la nobiltà intellettuale di Filippo.
L'abito, con un mantello bordato di pelliccia che lascia scoperte le maniche in fine broccatello, venne trattato con un modellato virtuosisticamente morbido, dove sono perfettamente leggibili gli arabeschi della decorazione che ondeggiano e si deformano sotto le pieghe.
Tipico dello scultore è quindi la calibrata sospensione tra naturalismo e composta idealizzazione (evidenti sono i richiami alla ritrattistica romana), unita a brani di virtuosismo tecnico che ne fecero uno degli artisti più richiesti nella Firenze dell'epoca.